# Hercostomus bakeri
Hercostomus bakeri är en tvåvingeart som beskrevs av Frey 1928. Hercostomus bakeri ingår i släktet Hercostomus och familjen styltflugor. Inga underarter finns listade i Catalogue of Life.